# Stone Ridge (Virginie)
Stone Ridge est une census-designated place située dans le comté de Loudoun, dans l’État de Virginie, aux États-Unis. Lors du recensement de 2020, elle comptait 15 039 habitants.